# منتخب الإمارات العربية المتحدة تحت 20 سنة لكرة القدم
منتخب الإمارات تحت 20 سنة لكرة القدم وهو فريق تحت 20 سنة الممثل للإمارات في كرة القدم. يخضع الفريق لاتحاد الإمارات لكرة القدم وهو عضو في الاتحاد الآسيوي لكرة القدم.

## سجل المشاركات

### كأس العالم تحت 20 سنة لكرة القدم
| سجل كأس العالم تحت 20 سنة | سجل كأس العالم تحت 20 سنة | سجل كأس العالم تحت 20 سنة | سجل كأس العالم تحت 20 سنة | سجل كأس العالم تحت 20 سنة | سجل كأس العالم تحت 20 سنة | سجل كأس العالم تحت 20 سنة | سجل كأس العالم تحت 20 سنة | سجل كأس العالم تحت 20 سنة |
| العام                     | الدور                     | ل                         | ف                         | ت                         | خ                         | له                        | عليه                      |                           |
| ------------------------- | ------------------------- | ------------------------- | ------------------------- | ------------------------- | ------------------------- | ------------------------- | ------------------------- | ------------------------- |
| 1997                      | دور الـ 16                | 4                         | 1                         | 0                         | 3                         | 2                         | 13                        |                           |
| 2003                      | ربع النهائي               | 5                         | 2                         | 1                         | 2                         | 4                         | 6                         |                           |
| 2009                      | ربع النهائي               | 5                         | 2                         | 1                         | 2                         | 6                         | 7                         |                           |

### بطولة آسيا تحت 19 سنة لكرة القدم
| سجل بطولة آسيا تحت 19 سنة | سجل بطولة آسيا تحت 19 سنة | سجل بطولة آسيا تحت 19 سنة | سجل بطولة آسيا تحت 19 سنة | سجل بطولة آسيا تحت 19 سنة | سجل بطولة آسيا تحت 19 سنة | سجل بطولة آسيا تحت 19 سنة | سجل بطولة آسيا تحت 19 سنة | سجل بطولة آسيا تحت 19 سنة |
| العام                     | الدور                     | ل                         | ف                         | ت                         | خ                         | له                        | عليه                      |                           |
| ------------------------- | ------------------------- | ------------------------- | ------------------------- | ------------------------- | ------------------------- | ------------------------- | ------------------------- | ------------------------- |
| 1982                      | المركز الرابع             | 3                         | 0                         | 1                         | 2                         | 2                         | 7                         |                           |
| 1985                      | المركز الثالث             | 3                         | 1                         | 1                         | 1                         | 9                         | 4                         |                           |
| 1986                      | لم يتأهل                  | لم يتأهل                  | لم يتأهل                  | لم يتأهل                  | لم يتأهل                  | لم يتأهل                  | لم يتأهل                  |                           |
| 1988                      | المركز الرابع             | 5                         | 1                         | 2                         | 2                         | 2                         | 5                         |                           |
| 1990                      | لم يتأهل                  | لم يتأهل                  | لم يتأهل                  | لم يتأهل                  | لم يتأهل                  | لم يتأهل                  | لم يتأهل                  |                           |
| 1992                      | المركز الرابع             | 5                         | 2                         | 1                         | 2                         | 5                         | 5                         |                           |
| 1994                      | لم يتأهل                  | لم يتأهل                  | لم يتأهل                  | لم يتأهل                  | لم يتأهل                  | لم يتأهل                  | لم يتأهل                  |                           |
| 1996                      | المركز الثالث             | 6                         | 2                         | 2                         | 2                         | 12                        | 13                        |                           |
| 1998                      | لم يتأهل                  | لم يتأهل                  | لم يتأهل                  | لم يتأهل                  | لم يتأهل                  | لم يتأهل                  | لم يتأهل                  |                           |
| 2000                      | الدور الأول               | 4                         | 0                         | 0                         | 4                         | 6                         | 12                        |                           |
| 2002                      | ربع النهائي               | 4                         | 1                         | 1                         | 2                         | 3                         | 6                         |                           |
| 2004                      | لم يتأهل                  | لم يتأهل                  | لم يتأهل                  | لم يتأهل                  | لم يتأهل                  | لم يتأهل                  | لم يتأهل                  |                           |
| 2006                      | الدور الأول               | 3                         | 0                         | 0                         | 3                         | 2                         | 6                         |                           |
| 2008                      | البطل                     | 6                         | 6                         | 0                         | 0                         | 12                        | 3                         |                           |
| 2010                      | ربع النهائي               | 4                         | 1                         | 1                         | 2                         | 7                         | 6                         |                           |
| 2012                      | الدور الأول               | 3                         | 0                         | 3                         | 0                         | 2                         | 2                         |                           |
| 2014                      | ربع النهائي               | 4                         | 1                         | 2                         | 1                         | 7                         | 5                         |                           |